# Таганий Ріг
Таганий Ріг — мис у північній частині Таганрізької затоки Озівського моря, на якому розташована історична частина міста Таганрога. Назва мису послужило основою для перейменування Троїцької фортеці Таганрогом.

## Походження назви
Таган - від грецького слова тігані [Τηγανι] – сковорода.
Деякі джерела стверджують, що «Таганий Ріг» означає в перекладі з татарської мови «високий мис». Існує й інше тлумачення — «вогонь на мису», що натякають на існування тут у давні часи маяка для мореплавців.
Перша згадка про Таганий Ріг (Таган Ріг) датується 6 вересня 1489 року, коли московський великий князь Іван III послав у Крим дві грамоти: кримському хану Менглі Герай й генуезькому таманському князю Заккараї. У посланні Заккараї вказувалося місце таємної зустрічі: «І ми аж дасть Бог своїх людей до тебе пошлемо навесні, а веліли есмя своїм людям чекати тебе на усті Міюша й на Тайгані».

## Історія
Дослідження і роботи по будівництву гавані і фортеці на Таганому Розі розпочалися за наказом Петра I у 1696 році, після взяття Азова.

## Таганий Ріг в сучасній культурі
- У 2002 році в Таганрозі було створено видавничий дім «Таганій Рогъ», який в числі інших проектів здійснює випуск щотижневої газети безкоштовних приватних оголошень «Кам'яні Сходини»[5] та видається інформаційно-рекламна газета «Таганий Рогъ».